# Oecophylla

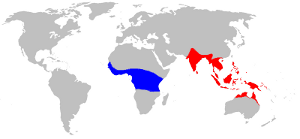
Zasięg występowania Oecophylla.
Oecophylla longinoda na niebiesko, Oecophylla smaragdina na czerwono.

Oecophylla – rodzaj mrówek z podrodziny Formicinae. Często nazywane zielonymi mrówkami, lub prządkami (tkaczkami). Jak wszystkie mrówki należą do grupy owadów społecznych. Ich charakterystyczne gniazda są budowane w koronach drzew z liści spojonych przędzą, wydzielaną przez ich larwy, które robotnice przenoszą w żuwaczkach. Ich kolonie osiągają dużą biomasę i wywierają znaczący wpływ na środowisko w którym żyją, między innymi regulując liczebność innych owadów, którymi karmią swoje larwy. Występują głównie w środkowej Afryce, Australii, Indonezji, południowo-wschodniej Azji, oraz na subkontynencie indyjskim.

## Gatunki
- Oecophylla atavina
- Oecophylla bartoniana
- Oecophylla brischkei
- Oecophylla crassinoda
- Oecophylla leakeyi
- Oecophylla longinoda
- Oecophylla megarche
- Oecophylla obesa
- Oecophylla perdita
- Oecophylla praeclara
- Oecophylla sicula
- Oecophylla smaragdina
- Oecophylla superba